# Schlossplatz (Dirmstein)
Der Schlossplatz in der rheinland-pfälzischen Ortsgemeinde Dirmstein ist eine Freifläche mit der Funktion eines Markt- und Festplatzes.

## Geographie

### Lage
Der Schlossplatz erstreckt sich im historischen Ortskern des früheren Oberdorfs von Dirmstein auf einer Höhe von 103 m ü. NHN an der Ostseite des Sturmfederschen Schlosses, nach dem er benannt ist.
Das Schloss und das südlich angebaute Michelstor trennen den Platz zur Marktstraße hin ab, die westlich des Schlosses von Nord nach Süd verläuft. Der größte Teil des Platzes war ursprünglich der Innenhof der Schlossanlage. Heute dient der Platz, erweitert um kleinere Randflächen, mit seiner bogenförmigen Pflasterung als Markt- und Festplatz. Im Norden begrenzt ihn die Metzgergasse, während die beiden anderen Seiten von Bebauung eingenommen werden; nach Süden sind dies historische Gebäude, nach Osten moderne aus der zweiten Hälfte des 20. Jahrhunderts.

### Umgebung
Zu den Gebäuden in der Nähe, die unter Denkmalschutz stehen, zählen außer dem Sturmfederschen Schloss die spätbarocke Laurentiuskirche, der Spitalhof, das Haus Marktstraße 1, die St.-Michael-Apotheke, das Alte Rathaus, Franz Rothermels Haus und das Älteste Haus von Dirmstein.

## Geschichte
Im 20. Jahrhundert wurden sämtliche Funktionsgebäude des Sturmfederschen Schlosses, die früher den Schlossplatz allseitig eingefasst und zum Innenhof gemacht hatten, abgetragen.
Die von der Marktstraße her linke Pforte neben dem Michelstor gab es ursprünglich nicht; sie war eine nur angedeutete Scheinpforte und sollte Übelgesinnte verleiten, mit dem Kopf gegen die Mauer zu laufen. In Unkenntnis dieser Eigenschaft wurde sie für einen zugemauerten Durchgang gehalten und durchgebrochen, ohne dass die Denkmalbehörde eingeschaltet wurde. Die Maßnahme geschah auf Initiative des Bürgermeisters Erich Otto, der von 1964 bis 1986 im Amt war und 1997 zum Ehrenbürger erklärt wurde. Die Durchbrucharbeiten wurden obendrein recht unfachmännisch ausgeführt, so dass das Gefüge der Mauer beeinträchtigt wurde und saniert werden musste.
Ebenfalls unter Bürgermeister Otto wurde an der Ecke Marktstraße/Metzgergasse der Reigerspergische Hof aus dem Jahre 1592 – bis dahin das älteste Gebäude des Ortes – abgerissen, um an der Schlossplatz-Nordseite Raum für einen Wohnblock zu schaffen. Weil das Bauvorhaben nie zustande kam, ist der Nordteil des Schlossplatzes seither eine konturlose, größtenteils geschotterte Parkplatzfläche.

## Nutzung

Bayerisches Bierfest 2018 auf dem Schlossplatz

Die um den Schlossplatz gruppierten Gebäude verschaffen ihm eine Zentralfunktion für die Gemeinde, beispielsweise durch das Rathaus mit dem Eux-Stocké-Saal, der Gemeindebücherei und einer Bank, durch eine Bäckerei, das Altenheim Seniorenlodge, eine weitere Bank und das Kulturhaus Altes Rathaus. Nur durch jeweils ein Gebäude vom Schlossplatz getrennt liegen ein Hotel-Restaurant-Café und eine Apotheke.
Teilweise wird der Platz als Parkfläche genutzt; die Parkmöglichkeiten werden bei Festen oder Veranstaltungen eingeschränkt. Dies sind in erster Linie jährlich die Kerwe, die hier Jahrmarkt genannt wird, und der Adventsmarkt sowie alle zwei Jahre das Bayerische Bierfest, das zusammen mit der Dirmsteiner Partnergemeinde Neuötting gefeiert wird.